# ابو عمر سراقب
ابو عمر سراقب نام دیگرش ابو هاجر الحمصی (زاده ادلب، سوریه) فرمانده کل جیش‌الفتح یکی از قوی‌ترین گروه‌هایی بود که با حکومت سوریه در شمال این کشور می‌جنگید. او از فرماندهان برجستهٔ این گروه بود و به عنوان مغز متفکر گروه نیز شناخته می‌شد. او عملیات آزاد سازی استان ادلب و شکستن محاصره حلب را فرماندهی کرده‌است. برخی رسانه‌ها نام واقعی ابو عمر سراقب را اسامه نموره ذکر کرده‌اند.

## فعالیت‌ها
ابو عمر سراقب با شروع انقلاب سوریه در سال ۲۰۱۱ به مخالفان حکومت سوریه پیوست و در بسیاری از عملیات‌های شمال سوریه شرکت داشت. وی جبهه‌ای از گروه‌های وابسته به ارتش آزاد سوریه را تشکیل داد ولی این جبهه بعدها به جبهه فتح شام یا جبهه نصرت تبدیل شد. او از بنیانگذاران جیش‌الفتح و یکی از فرماندهان گروه‌های جهادگرا و اسلامی در سوریه در سال ۲۰۱۵ بود که در نبردهای تصرف استان ادلب در سوریه نقش برجسته داشت.
به گفته دیدبان حقوق بشر سوریه وی پیش از این یکی از فرماندهان معروف گروه‌های جهادیی در عراق نیز بوده‌است. وی در ارتباط با گروه ابومصعب الزرقاوی در عراق در سال ۲۰۰۳ دستگیر شد ولی توانست از زندان فرار کند.

## درگذشت
ابو عمر سراقب در بمباران‌ها در استان حلب در ۱۲ اکتبر ۲۰۱۶ کشته شد. وی در زمان بمباران در اتاق عملیات جیش‌الفتح بود. وی برای شکستن محاصره حلب نقشه‌هایی طراحی کرده بود ولی با بمباران‌های روسیه و ارتش بشار اسد این امر میسر نشد و محاصره حلب مجدداً تشدید شد.